# Quasispermophorella ingwa
Quasispermophorella ingwa är en insektsart som beskrevs av U. Aspöck och H. Aspöck 1986. Quasispermophorella ingwa ingår i släktet Quasispermophorella och familjen Berothidae. Inga underarter finns listade i Catalogue of Life.